# 边线王遗址
边线王遗址，位于山东省潍坊市寿光市孙家集镇边线王村，是中华人民共和国山东省文物保护单位之一。
1992年6月12日，授予山东省文物保护单位，是一座古遗址。